# Abóbora-d'água
A Abóbora-d'água (Benincasa hispida) é uma planta cucurbitácea.
Quando seca, é largamente utilizada por comunidades tradicionais brasileiras. A exemplo de cuias, recipientes e até instrumentos.

## Produção no Brasil
Em 2017, foram comercializadas 33.176 toneladas de abóbora na CEAGESP, sendo 56,6% de abóbora japonesa, 24% de abóbora moranga, 12% de abóbora seca, 6,75% de abóbora paulistinha e 0,4% de abóbora d’água. No entreposto da capital paulista, a abóbora é o 28º produto mais comercializado, tendo como principais estados produtores: São Paulo (53,6%), Paraná (26%) e Minas Gerais (12,7%).